# Udo Bausch
Udo Bausch (* 13. Januar 1956 in Frankfurt am Main) ist ein deutscher Politiker (parteilos). Vom 1. Januar 2018 bis 31. Dezember 2023 war er Oberbürgermeister der Stadt Rüsselsheim am Main.

## Leben
Nach einer Ausbildung zum Diplom-Verwaltungswirt bei der Stadt Frankfurt am Main von 1972 bis 1977 studierte Bausch ab 1978 Rechtswissenschaften an der Johann Wolfgang Goethe-Universität Frankfurt am Main mit den Schwerpunkten Öffentliches Recht und Öffentliches Wirtschafts- und Verwaltungsrecht, das er 1982 mit dem ersten juristischen Staatsexamen abschloss. Parallel zu seinem Studium arbeitete er bei der Stadt Frankfurt am Main. Darauf folgte das Rechtsreferendariat beim Hessischen Minister der Justiz, das er 1986 mit dem zweiten juristischen Staatsexamen abschloss. Danach arbeitete er von 1986 bis 1989 am Institut für Öffentliches Recht der Johann Wolfgang Goethe-Universität. Bis 1993 war er persönlicher Referent und Leiter der Frankfurter Dezernatsbüros für Kultur und Wissenschaft, Personal, Organisation und öffentliche Ordnung und war Geschäftsführer der Arbeitsgemeinschaft Sicherheit und Erscheinungsbild. Ab 1993 war er Leiter der Abteilung Firmenberatung sowie Immobilienwirtschaft und Standortmanagement der Wirtschaftsförderung Frankfurt GmbH, die er 2010 verließ und Beigeordneter und Dezernent für Wirtschaft, Konversion, Beschäftigungsentwicklung, Öffentliche Sicherheit und Ordnung, Soziales, Schulen und Sport der Stadt Bad Kreuznach wurde. 2017 beendete er seine Arbeit dort für den Antritt zum Oberbürgermeister der Stadt Rüsselsheim am Main. Er erreichte in einer Stichwahl gegen den damals amtierenden Oberbürgermeister Patrick Burghardt 50,7 Prozent der Stimmen bei einer Wahlbeteiligung von 37,8 Prozent. Ende 2023 ging er in den Ruhestand. Sein Nachfolger ist wieder Patrick Burghardt.

## Kommunale Tätigkeiten in Rüsselsheim am Main
- Aufsichtsratsvorsitzender der Gewobau sowie der Stadtwerke Rüsselsheim
- Aufsichtsratsmitglied der Bürgerenergie Untermain eG
- Verwaltungsratsmitglied des Städteservice Raunheim/Rüsselsheim
- Vorsitzender des Abwasserverbands Rüsselsheim/Raunheim und der Verkehrskommission
- Stiftungsratsmitglied der Kunst- und Kulturstiftung Opelvillen Rüsselsheim
- Beiratsmitglied der Stiftung Alte Synagoge und der Bürgerstiftung Festung
- Stellvertretender Vorsitzender der Gesellschaft zur Förderung des Ingenieurstudiums in Rüsselsheim e.V.